# براينت فلمنج
براينت فلمنج (بالإنجليزية: Bryant Fleming)‏ هو مهندس المناظر الطبيعية أمريكي، ولد في 1877 في بوفالو في الولايات المتحدة، وتوفي في 19 سبتمبر 1946 في Warsaw, New York ‏ في الولايات المتحدة.